# Son-Gohan
Son-Gohan (孫 悟飯, Son Gohan) er en japansk fiktiv tegneseriefigur fra Dragon Ball-universet. Han er søn af seriens hovedperson, Son Gokū, og optræder for første gang i Dragon Ball i bind 17, En bror til Son Goku.

## Figurbeskrivelse
Han er søn af Son-Goku og Chichi. Son-Gohan er halv menneske og det gør ham til en mystisk saiyajin, det vil sige at når Son-Gohan bliver rasende vokser hans stryke så meget at han bliver meget stærkere end Son-Goku, for ikke at tale om en nomal saiyajin på hans egen alder. Man for hans styrke at se for første gang i kampen mod Radits (Son-Goku´s bror) hvor Son-Gohan smadrer rumkapslen og giver Radits et meget kraftigt slag i brystkassen og senere i Celle-sagaen bliver Son-Gohan til en Ultra saiyajin, fordi Celle gjorde ham rasende ved at smadre C-16 og det udgjorde nederlaget for Celle. Senere kommer han på Satan City gymnasium og spiller superhelten i byen under navnet 'Den Store Saiyaman'. Han får også en partner Videl som han i fremtiden gifter sig med og får en datter ved navn Pan.
Stemmer. Original Masako Nozawa (både barn og voksen), Engelsk (funimation), stephanie nadolny, (z barn), kyle hebert, (z voksen).
| Anime- eller mangafigur | Spire Denne artikel om en anime- og/eller mangafigur er en spire som bør udbygges. Du er velkommen til at hjælpe Wikipedia ved at udvide den. |